# زن دلاور دریاچه آئینه
زن دلاور دریاچه آئینه (انگلیسی: The Woman Knight of Mirror Lake) فیلمی در ژانر زندگینامه‌ای است که در سال ۲۰۱۱ منتشر شد. از بازیگران آن می‌توان به آنتونی وانگ و لام سوئت اشاره کرد.